# بريت رايس
بريت رايس (بالإنجليزية: Brett Rice)‏ هو ممثل أمريكي، ولد في 1954 في الولايات المتحدة.

## أعمال

### أفلام
- (1994) فورست غامب
- (2000) تذكر الجبابرة
- (2003) وحش
- (2014) اقتل الرسول[1][2]
- (2014) صائد الثعالب[3][4]

## وصلات خارجية
- بريت رايس على موقع IMDb (الإنجليزية)
- بريت رايس على موقع قاعدة بيانات الفيلم (الإنجليزية)